# EHF Champions League 2011-2012 (pallamano maschile)
La EHF Champions League 2011-12, nota per ragioni di sponsorizzazione come Velux Champions League, è stata la 52ª edizione del massimo torneo europeo per club di pallamano, la 19ª con l'attuale denominazione.
La final four si è disputata il 26 e il 27 maggio 2012 presso la Lanxess Arena di Colonia ed ha visto trionfare per la terza volta nel torneo la formazione tedesca del THW Kiel.

## Formula
- Turno di qualificazione: è stato disputato da sedici squadre raggruppate in quattro gironi da quattro club; la prima classificata di ogni gruppo si è qualificata alla fase successiva mentre le altre squadre furono retrocesse in EHF Cup.
- Fase a gironi: sono stati disputati quattro gruppi da sei squadre con gare di andata e ritorno. Le prime quattro di ogni girone si sono qualificate alla fase ad eliminazione.
- Fase ad eliminazione diretta: le sedici squadre qualificate dalla fase precedente hanno disputato gli ottavi e i quarti di finale con la formula della eliminazione diretta con partite di andata e ritorno.
- Final Four: per la quarta volta è stata disputata la Final Four del torneo con la formula dell'emiliminazione diretta con gara singola.

## Partecipanti
Di seguito viene riportata la tabella con le squadre partecipanti ed il titolo per cui partecipavano alla manifestazione.
| Nazione                         | Club                     | Titolo                                                   |
| ------------------------------- | ------------------------ | -------------------------------------------------------- |
| Germania (bandiera)             | Amburgo                  | 1° in Germania nel 2010-2011                             |
| Germania (bandiera)             | THW Kiel                 | 2° in Germania nel 2010-2011                             |
| Germania (bandiera)             | Füchse Berlino           | 3° in Germania nel 2010-2011                             |
| Spagna (bandiera)               | FC Barcellona            | 1° in Spagna nel 2010-2011 e Campione d'Europa 2010-2011 |
| Spagna (bandiera)               | BM Atletico Madrid       | 2° in Spagna nel 2010-2011                               |
| Spagna (bandiera)               | CB Ademar León           | 3° in Spagna nel 2010-2011                               |
| Danimarca (bandiera)            | AG Copenaghen            | 1° in Danimarca nel 2010-2011                            |
| Danimarca (bandiera)            | Bjerringbro-Silkeborg    | 2° in Danimarca nel 2010-2011                            |
| Francia (bandiera)              | Montpellier Handball     | 1° in Francia nel 2010-2011                              |
| Francia (bandiera)              | Chambéry Savoie Handball | 2° in Francia nel 2010-2011                              |
| Russia (bandiera)               | Čechovskie Medvevi       | 1° in Russia nel 2010-2011                               |
| Russia (bandiera)               | San Pietroburgo HC       | 2° in Russia nel 2010-2011                               |
| Ungheria (bandiera)             | KC Veszprém              | 1° in Ungheria nel 2010-2011                             |
| Ungheria (bandiera)             | SC Pick Szeged           | 2° in Ungheria nel 2010-2011                             |
| Bosnia ed Erzegovina (bandiera) | RK Bosna Sarajevo        | 1° in Bosnia Erzegovina nel 2010-2011                    |
| Croazia (bandiera)              | RK Zagabria              | 1° in Croazia nel 2010-2011                              |
| Polonia (bandiera)              | Wisła Płock              | 1° in Polonia nel 2010-2011                              |
| Romania (bandiera)              | HCM Constanza            | 1° in Romania nel 2010-2011                              |

| Nazione                       | Club                      | Titolo (N°)                              |
| ----------------------------- | ------------------------- | ---------------------------------------- |
| Slovenia (bandiera)           | RK Koper                  | 1° in Slovenia nel 2010-2011             |
| Svizzera (bandiera)           | Kadetten Schaffhausen     | 1° in Svizzera nel 2010-2011             |
| Austria (bandiera)            | HC Fivers Margareten      | 1° in Austria nel 2010-2011              |
| Bielorussia (bandiera)        | GK Dinamo Minsk           | 1° in Bielorussia nel 2010-2011          |
| Grecia (bandiera)             | AEK                       | 1° in Grecia nel 2010-2011               |
| Islanda (bandiera)            | FH Hafnafjordur           | 1° in Islanda nel 2010-2011              |
| Israele (bandiera)            | Maccabi Rishon Le Zion    | 1° in Israele nel 2010-2011              |
| Macedonia del Nord (bandiera) | RK Metalurg Skopje        | 1° in Macedonia nel 2010-2011            |
| Norvegia (bandiera)           | Haslum HK                 | 1° in Norvegia nel 2010-2011             |
| Portogallo (bandiera)         | FC Porto                  | 1° in Portogallo nel 2010-2011           |
| Serbia (bandiera)             | RK Partizan               | 1° in Serbia nel 2010-2011               |
| Slovacchia (bandiera)         | HT Tatran Prešov          | 1° in Slovacchia nel 2010-2011           |
| Svezia (bandiera)             | IK Sävehof                | 1° in Svezia nel 2010-2011               |
| Turchia (bandiera)            | Beşiktaş Istanbul         | 1° in Turchia nel 2010-2011              |
| Germania (bandiera)           | Rhein-Neckar Löwen        | 4° in Germania nel 2010-2011 - Wild Card |
| Spagna (bandiera)             | Club Balonmano Valladolid | 4° in Spagna nel 2010-2011 - Wild Card   |
| Francia (bandiera)            | Dunkerque HB              | 3° in Francia nel 2010-2011 - Wild Card  |
| Polonia (bandiera)            | KS Kielce                 | 2° in Polonia nel 2010-2011 - Wild Card  |

## Turno di qualificazione

### Gruppo 1
|  | Semifinali       | Semifinali       | Semifinali |          |             | Finale           | Finale           | Finale          |  |
|  |                  |                  |            |          |             |                  |                  |                 |  |
|  | AEK              | AEK              | 25         |          |             |                  |                  |                 |  |
|  | AEK              | AEK              | 25         |          |             |                  |                  |                 |  |
|  | RK Partizan      | RK Partizan      | 26         |          |             |                  |                  |                 |  |
|  | RK Partizan      | RK Partizan      | 26         |          | RK Partizan | RK Partizan      | 33               |                 |  |
|  |                  |                  |            |          | RK Partizan | RK Partizan      | 33               |                 |  |
|  |                  |                  | FC Porto   | FC Porto | 26          |                  |                  |                 |  |
|  | HT Tatran Prešov | HT Tatran Prešov | FC Porto   | FC Porto | 26          | 28               |                  |                 |  |
|  | HT Tatran Prešov | HT Tatran Prešov |            |          |             | 28               |                  |                 |  |
|  | FC Porto         | FC Porto         | 29         |          |             | Finale 3º posto  | Finale 3º posto  | Finale 3º posto |  |
|  | FC Porto         | FC Porto         | 29         |          |             |                  |                  |                 |  |
|  |                  |                  |            |          |             |                  |                  |                 |  |
|  |                  |                  |            |          |             | HT Tatran Prešov | HT Tatran Prešov | 40              |  |
|  |                  |                  |            |          |             | HT Tatran Prešov | HT Tatran Prešov | 40              |  |
|  |                  |                  |            |          |             | AEK              | AEK              | 23              |  |

### Gruppo 2
|  | Semifinali           | Semifinali           | Semifinali      |                 |            | Finale               | Finale               | Finale          |  |
|  |                      |                      |                 |                 |            |                      |                      |                 |  |
|  | IK Sävehof           | IK Sävehof           | 34              |                 |            |                      |                      |                 |  |
|  | IK Sävehof           | IK Sävehof           | 34              |                 |            |                      |                      |                 |  |
|  | Beşiktaş Istanbul    | Beşiktaş Istanbul    | 28              |                 |            |                      |                      |                 |  |
|  | Beşiktaş Istanbul    | Beşiktaş Istanbul    | 28              |                 | IK Sävehof | IK Sävehof           | 33                   |                 |  |
|  |                      |                      |                 |                 | IK Sävehof | IK Sävehof           | 33                   |                 |  |
|  |                      |                      | GK Dinamo Minsk | GK Dinamo Minsk | 32         |                      |                      |                 |  |
|  | GK Dinamo Minsk      | GK Dinamo Minsk      | GK Dinamo Minsk | GK Dinamo Minsk | 32         | 32                   |                      |                 |  |
|  | GK Dinamo Minsk      | GK Dinamo Minsk      |                 |                 |            | 32                   |                      |                 |  |
|  | HC Fivers Margareten | HC Fivers Margareten | 23              |                 |            | Finale 3º posto      | Finale 3º posto      | Finale 3º posto |  |
|  | HC Fivers Margareten | HC Fivers Margareten | 23              |                 |            |                      |                      |                 |  |
|  |                      |                      |                 |                 |            |                      |                      |                 |  |
|  |                      |                      |                 |                 |            | Beşiktaş Istanbul    | Beşiktaş Istanbul    | 37              |  |
|  |                      |                      |                 |                 |            | Beşiktaş Istanbul    | Beşiktaş Istanbul    | 37              |  |
|  |                      |                      |                 |                 |            | HC Fivers Margareten | HC Fivers Margareten | 33              |  |

### Gruppo 3
|  | Semifinali             | Semifinali             | Semifinali         |                    |           | Finale                 | Finale                 | Finale          |  |
|  |                        |                        |                    |                    |           |                        |                        |                 |  |
|  | FH Hafnafjordur        | FH Hafnafjordur        | 29                 |                    |           |                        |                        |                 |  |
|  | FH Hafnafjordur        | FH Hafnafjordur        | 29                 |                    |           |                        |                        |                 |  |
|  | Haslum HK              | Haslum HK              | 36                 |                    |           |                        |                        |                 |  |
|  | Haslum HK              | Haslum HK              | 36                 |                    | Haslum HK | Haslum HK              | 28                     |                 |  |
|  |                        |                        |                    |                    | Haslum HK | Haslum HK              | 28                     |                 |  |
|  |                        |                        | RK Metalurg Skopje | RK Metalurg Skopje | 29        |                        |                        |                 |  |
|  | RK Metalurg Skopje     | RK Metalurg Skopje     | RK Metalurg Skopje | RK Metalurg Skopje | 29        | 27                     |                        |                 |  |
|  | RK Metalurg Skopje     | RK Metalurg Skopje     |                    |                    |           | 27                     |                        |                 |  |
|  | Maccabi Rishon Le Zion | Maccabi Rishon Le Zion | 19                 |                    |           | Finale 3º posto        | Finale 3º posto        | Finale 3º posto |  |
|  | Maccabi Rishon Le Zion | Maccabi Rishon Le Zion | 19                 |                    |           |                        |                        |                 |  |
|  |                        |                        |                    |                    |           |                        |                        |                 |  |
|  |                        |                        |                    |                    |           | FH Hafnafjordur        | FH Hafnafjordur        | 42              |  |
|  |                        |                        |                    |                    |           | FH Hafnafjordur        | FH Hafnafjordur        | 42              |  |
|  |                        |                        |                    |                    |           | Maccabi Rishon Le Zion | Maccabi Rishon Le Zion | 43              |  |

### Gruppo W
|  | Semifinali         | Semifinali         | Semifinali         |                    |           | Finale          | Finale          | Finale          |  |
|  |                    |                    |                    |                    |           |                 |                 |                 |  |
|  | Rhein-Neckar Löwen | Rhein-Neckar Löwen | 36                 |                    |           |                 |                 |                 |  |
|  | Rhein-Neckar Löwen | Rhein-Neckar Löwen | 36                 |                    |           |                 |                 |                 |  |
|  | Dunkerque HB       | Dunkerque HB       | 30                 |                    |           |                 |                 |                 |  |
|  | Dunkerque HB       | Dunkerque HB       | 30                 |                    | KS Kielce | KS Kielce       | 32              |                 |  |
|  |                    |                    |                    |                    | KS Kielce | KS Kielce       | 32              |                 |  |
|  |                    |                    | Rhein-Neckar Löwen | Rhein-Neckar Löwen | 30        |                 |                 |                 |  |
|  | KS Kielce          | KS Kielce          | Rhein-Neckar Löwen | Rhein-Neckar Löwen | 30        | 21              |                 |                 |  |
|  | KS Kielce          | KS Kielce          |                    |                    |           | 21              |                 |                 |  |
|  | CB Valladolid      | CB Valladolid      | 19                 |                    |           | Finale 3º posto | Finale 3º posto | Finale 3º posto |  |
|  | CB Valladolid      | CB Valladolid      | 19                 |                    |           |                 |                 |                 |  |
|  |                    |                    |                    |                    |           |                 |                 |                 |  |
|  |                    |                    |                    |                    |           | Dunkerque HB    | Dunkerque HB    | 27              |  |
|  |                    |                    |                    |                    |           | Dunkerque HB    | Dunkerque HB    | 27              |  |
|  |                    |                    |                    |                    |           | CB Valladolid   | CB Valladolid   | 23              |  |

## Fase a gironi

### Girone A
|  | Pos. | Squadra                  | Pt | G  | V | N | P  | GF  | GS  | DR   |
|  | ---- | ------------------------ | -- | -- | - | - | -- | --- | --- | ---- |
|  | 1.   | FC Barcellona            | 18 | 10 | 9 | 0 | 1  | 336 | 245 | +91  |
|  | 2.   | RK Zagabria              | 16 | 10 | 8 | 0 | 2  | 289 | 255 | +34  |
|  | 3.   | IK Sävehof               | 10 | 10 | 5 | 0 | 5  | 291 | 300 | -9   |
|  | 4.   | Kadetten Schaffhausen    | 8  | 10 | 4 | 0 | 6  | 309 | 283 | +26  |
|  | 5.   | Chambéry Savoie Handball | 8  | 10 | 4 | 0 | 6  | 276 | 270 | +6   |
|  | 6.   | RK Bosna Sarajevo        | 0  | 10 | 0 | 0 | 10 | 195 | 343 | -148 |

| Zagabria 29 settembre 2011, ore 18:00 | RK Zagabria | 30 – 26 (16-12) referto | IK Sävehof | (3000 spett.) |

| Barcellona 1º ottobre 2011, ore 16:15 | FC Barcellona | 28 – 25 (13-16) referto | Chambéry Savoie Handball | (1300 spett.) |

| Sarajevo 1º ottobre 2011, ore 19:00 | RK Bosna Sarajevo | 23 – 24 (14-14) referto | Kadetten Schaffhausen | (1000 spett.) |

| Sciaffusa 6 ottobre 2011, ore 20:00 | Kadetten Schaffhausen | 26 – 30 (13-14) referto | FC Barcellona | (3100 spett.) |

| Zagabria 8 ottobre 2011, ore 20:15 | RK Zagabria | 33 – 19 (16-9) referto | RK Bosna Sarajevo | (7000 spett.) |

| Chambéry 9 ottobre 2011, ore 17:00 | Chambéry Savoie Handball | 33 – 30 (17-17) referto | IK Sävehof | (3500 spett.) |

| Sciaffusa 13 ottobre 2011, ore 20:00 | Kadetten Schaffhausen | 27 – 28 (14-14) referto | RK Zagabria | (3100 spett.) |

| Barcellona 15 ottobre 2011, ore 16:15 | FC Barcellona | 36 – 24 (17-12) referto | IK Sävehof | (1850 spett.) |

| Sarajevo 15 ottobre 2011, ore 19:00 | RK Bosna Sarajevo | 18 – 25 (9-14) referto | Chambéry Savoie Handball | (1000 spett.) |

| Göteborg 20 ottobre 2011, ore 19:10 | IK Sävehof | 24 – 20 (13-11) referto | RK Bosna Sarajevo | (2150 spett.) |

| Zagabria 22 ottobre 2011, ore 20:15 | RK Zagabria | 30 – 31 (14-13) referto | FC Barcellona | (13000 spett.) |

| Chambéry 22 ottobre 2011, ore 20:30 | Chambéry Savoie Handball | 33 – 29 (18-16) referto | Kadetten Schaffhausen | (3800 spett.) |

| Göteborg 17 novembre 2011, ore 19:10 | IK Sävehof | 31 – 25 (14-14) referto | Kadetten Schaffhausen | (2300 spett.) |

| Sarajevo 19 novembre 2011, ore 19:00 | RK Bosna Sarajevo | 17 – 43 (9-21) referto | FC Barcellona | (4250 spett.) |

| Chambéry 20 novembre 2011, ore 17:00 | Chambéry Savoie Handball | 26 – 28 referto | RK Zagabria | (4400 spett.) |

| Sciaffusa 24 novembre 2011, ore 20:30 | Kadetten Schaffhausen | 40 – 32 (20-14) referto | IK Sävehof | (2100 spett.) |

| Barcellona 26 novembre 2011, ore 16:15 | FC Barcellona | 37 – 19 (20-10) referto | RK Bosna Sarajevo | (1300 spett.) |

| Zagabria 26 novembre 2011, ore 20:15 | RK Zagabria | 28 – 20 (14-7) referto | Chambéry Savoie Handball | (8000 spett.) |

| Barcellona 3 dicembre 2011, ore 16:15 | FC Barcellona | 33 – 29 (18-15) referto | Kadetten Schaffhausen | (1450 spett.) |

| Sarajevo 3 dicembre 2011, ore 19:00 | RK Bosna Sarajevo | 21 – 26 (11-14) referto | RK Zagabria | (2000 spett.) |

| Göteborg 4 dicembre 2011, ore 15:10 | IK Sävehof | 32 – 31 (17-18) referto | Chambéry Savoie Handball | (2200 spett.) |

| Sciaffusa 9 dicembre 2011, ore 20:00 | Kadetten Schaffhausen | 43 – 18 (23-8) referto | RK Bosna Sarajevo | (1600 spett.) |

| Chambéry 12 dicembre 2011, ore 17:00 | Chambéry Savoie Handball | 19 – 30 (10-15) referto | FC Barcellona | (4400 spett.) |

| Göteborg 12 dicembre 2011, ore 18:10 | IK Sävehof | 28 – 25 (12-10) referto | RK Zagabria | (3200 spett.) |

| Sciaffusa 16 febbraio 2012, ore 20:00 | Kadetten Schaffhausen | 28 – 24 (15-12) referto | Chambéry Savoie Handball | (2400 spett.) |

| Barcellona 18 febbraio 2012, ore 16:15 | FC Barcellona | 29 – 30 (14-15) referto | RK Zagabria | (2600 spett.) |

| Sarajevo 18 febbraio 2012, ore 19:00 | RK Bosna Sarajevo | 21 – 38 (8-19) referto | IK Sävehof | (1000 spett.) |

| Zagabria 25 febbraio 2012, ore 20:30 | RK Zagabria | 31 – 28 (16-14) referto | Kadetten Schaffhausen | (5000 spett.) |

| Chambéry 25 febbraio 2012, ore 20:30 | Chambéry Savoie Handball | 40 – 19 (20-11) referto | RK Bosna Sarajevo | (4400 spett.) |

| Göteborg 26 febbraio 2012, ore 16:10 | IK Sävehof | 26 – 39 (11-19) referto | FC Barcellona | (4150 spett.) |

### Girone B
|  | Pos. | Squadra               | Pt | G  | V | N | P  | GF  | GS  | DR  |
|  | ---- | --------------------- | -- | -- | - | - | -- | --- | --- | --- |
|  | 1.   | BM Atletico Madrid    | 16 | 10 | 7 | 2 | 1  | 318 | 285 | +33 |
|  | 2.   | KC Veszprém           | 12 | 10 | 6 | 0 | 4  | 266 | 266 | 0   |
|  | 3.   | KS Kielce             | 11 | 10 | 5 | 1 | 4  | 295 | 285 | +10 |
|  | 4.   | Füchse Berlino        | 11 | 10 | 5 | 1 | 4  | 296 | 292 | +4  |
|  | 5.   | Čechovskie Medvevi    | 10 | 10 | 3 | 4 | 3  | 291 | 276 | +15 |
|  | 6.   | Bjerringbro-Silkeborg | 0  | 10 | 0 | 0 | 10 | 253 | 315 | -62 |

| Kielce 2 ottobre 2011, ore 15:00 | KS Kielce | 25 – 29 (10-17) referto | KC Veszprém | (4000 spett.) |

| Herning 2 ottobre 2011, ore 16:50 | Bjerringbro-Silkeborg | 27 – 30 (16-15) referto | BM Atletico Madrid | (10300 spett.) |

| Čechov (Oblast' di Mosca) 2 ottobre 2011, ore 18:45 | Čechovskie Medvevi | 31 – 31 (15-18) referto | Füchse Berlino | (2000 spett.) |

| Veszprém 8 ottobre 2011, ore 18:15 | KC Veszprém | 32 – 25 (17-11) referto | Bjerringbro-Silkeborg | (5000 spett.) |

| Berlino 9 ottobre 2011, ore 17:30 | Füchse Berlino | 30 – 27 (14-15) referto | KS Kielce | (7900 spett.) |

| Madrid 9 ottobre 2011, ore 20:15 | BM Atletico Madrid | 30 – 30 (18-14) referto | Čechovskie Medvevi | (4500 spett.) |

| Čechov (Oblast' di Mosca) 13 ottobre 2011, ore 19:00 | Čechovskie Medvevi | 30 – 31 (17-17) referto | KS Kielce | (2300 spett.) |

| Madrid 15 ottobre 2011, ore 20:15 | BM Atletico Madrid | 37 – 28 (17-15) referto | KC Veszprém | (4850 spett.) |

| Silkeborg 16 ottobre 2011, ore 15:00 | Bjerringbro-Silkeborg | 25 – 30 (14-14) referto | Füchse Berlino | (2000 spett.) |

| Veszprém 22 ottobre 2011, ore 16:15 | KC Veszprém | 22 – 22 (10-10) referto | Čechovskie Medvevi | (5000 spett.) |

| Kielce 23 ottobre 2011, ore 15:00 | KS Kielce | 37 – 29 (21-14) referto | Bjerringbro-Silkeborg | (4000 spett.) |

| Berlino 23 ottobre 2011, ore 15:30 | Füchse Berlino | 33 – 37 (15-17) referto | BM Atletico Madrid | (9000 spett.) |

| Berlino 16 novembre 2011, ore 19:15 | Füchse Berlino | 24 – 29 (13-15) referto | KC Veszprém | (6650 spett.) |

| Kielce 16 novembre 2011, ore 20:00 | KS Kielce | 29 – 37 (14-19) referto | BM Atletico Madrid | (4000 spett.) |

| Silkeborg 20 novembre 2011, ore 16:50 | Bjerringbro-Silkeborg | 25 – 35 (11-22) referto | Čechovskie Medvevi | (1700 spett.) |

| Čechov (Oblast' di Mosca) 24 novembre 2011, ore 19:00 | Čechovskie Medvevi | 30 – 23 (15-13) referto | Bjerringbro-Silkeborg | (0 spett.) |

| Veszprém 27 novembre 2011, ore 17:00 | KC Veszprém | 24 – 33 (10-15) referto | Füchse Berlino | (5000 spett.) |

| Madrid 27 novembre 2011, ore 20:15 | BM Atletico Madrid | 28 – 27 (13-13) referto | KS Kielce | (4850 spett.) |

| Čechov (Oblast' di Mosca) 1º dicembre 2011, ore 19:00 | Čechovskie Medvevi | 29 – 29 (18-16) referto | BM Atletico Madrid | (2400 spett.) |

| Kielce 4 dicembre 2011, ore 15:45 | KS Kielce | 32 – 29 (15-17) referto | Füchse Berlino | (4000 spett.) |

| Silkeborg 4 dicembre 2011, ore 16:50 | Bjerringbro-Silkeborg | 19 – 25 (5-14) referto | KC Veszprém | (1500 spett.) |

| Veszprém 11 febbraio 2012, ore 16:15 | KC Veszprém | 21 – 24 (13-12) referto | KS Kielce | (5000 spett.) |

| Madrid 11 febbraio 2012, ore 20:45 | BM Atletico Madrid | 31 – 27 (15-13) referto | Bjerringbro-Silkeborg | (3850 spett.) |

| Berlino 12 febbraio 2012, ore 17:00 | Füchse Berlino | 31 – 28 (17-19) referto | Čechovskie Medvevi | (8600 spett.) |

| Čechov (Oblast' di Mosca) 16 febbraio 2012, ore 19:00 | Čechovskie Medvevi | 30 – 26 (13-13) referto | KC Veszprém | (2000 spett.) |

| Silkeborg 19 febbraio 2012, ore 15:30 | Bjerringbro-Silkeborg | 26 – 37 (12-17) referto | KS Kielce | (2000 spett.) |

| Madrid 19 febbraio 2012, ore 15:45 | BM Atletico Madrid | 32 – 27 (13-12) referto | Füchse Berlino | (6500 spett.) |

| Berlino 25 febbraio 2012, ore 14:30 | Füchse Berlino | 28 – 27 (14-13) referto | Bjerringbro-Silkeborg | (8850 spett.) |

| Kielce 25 febbraio 2012, ore 17:00 | KS Kielce | 26 – 26 (12-10) referto | Čechovskie Medvevi | (4000 spett.) |

| Veszprém 25 febbraio 2012, ore 17:00 | KC Veszprém | 28 – 27 (10-11) referto | BM Atletico Madrid | (5000 spett.) |

### Girone C
|  | Pos. | Squadra              | Pt | G  | V | N | P  | GF  | GS  | DR  |
|  | ---- | -------------------- | -- | -- | - | - | -- | --- | --- | --- |
|  | 1.   | THW Kiel             | 16 | 10 | 7 | 2 | 1  | 318 | 263 | +55 |
|  | 2.   | AG Copenaghen        | 15 | 10 | 7 | 1 | 2  | 298 | 268 | +30 |
|  | 3.   | CB Ademar León       | 13 | 10 | 6 | 1 | 3  | 302 | 296 | +6  |
|  | 4.   | Montpellier Handball | 10 | 10 | 5 | 0 | 5  | 307 | 293 | +14 |
|  | 5.   | SC Pick Szeged       | 6  | 10 | 3 | 0 | 7  | 285 | 316 | -31 |
|  | 6.   | RK Partizan          | 0  | 10 | 0 | 0 | 10 | 243 | 317 | -74 |

|  | Pos. | Squadra            | Pt | G  | V | N | P | GF  | GS  | DR  |
|  | ---- | ------------------ | -- | -- | - | - | - | --- | --- | --- |
|  | 1.   | HSV Amburgo        | 19 | 10 | 9 | 1 | 0 | 310 | 245 | +65 |
|  | 2.   | RK Koper           | 13 | 10 | 5 | 3 | 2 | 267 | 248 | +19 |
|  | 3.   | RK Metalurg Skopje | 12 | 10 | 5 | 2 | 3 | 254 | 231 | +23 |
|  | 4.   | Wisła Płock        | 9  | 10 | 4 | 1 | 5 | 273 | 269 | +4  |
|  | 5.   | San Pietroburgo HC | 5  | 10 | 2 | 1 | 7 | 241 | 301 | -60 |
|  | 6.   | HCM Constanza      | 2  | 10 | 1 | 0 | 9 | 235 | 286 | -51 |

| Amburgo 28 settembre 2011, ore 19:00 | HSV Amburgo | 32 – 20 (15-10) referto | San Pietroburgo HC | (2400 spett.) |

| Płock 1º ottobre 2011, ore 15:00 | Wisła Płock | 30 – 29 (13-15) referto | HCM Constanza | (3500 spett.) |

| Skopje 1º ottobre 2011, ore 18:00 | RK Metalurg Skopje | 28 – 23 (15-7) referto | RK Koper | (3500 spett.) |

| Buzău 6 ottobre 2011, ore 20:00 | HCM Constanza | 26 – 34 (12-17) referto | HSV Amburgo | (1500 spett.) |

| Capodistria 8 ottobre 2011, ore 20:00 | RK Koper | 27 – 24 (14-13) referto | Wisła Płock | (2100 spett.) |

| San Pietroburgo 9 ottobre 2011, ore 15:00 | San Pietroburgo HC | 25 – 25 (10-11) referto | RK Metalurg Skopje | (1500 spett.) |

| Buzău 13 ottobre 2011, ore 20:00 | HCM Constanza | 25 – 27 (14-14) referto | RK Koper | (1500 spett.) |

| Płock 16 ottobre 2011, ore 16:00 | Wisła Płock | 30 – 26 (17-11) referto | San Pietroburgo HC | (3500 spett.) |

| Amburgo 16 ottobre 2011, ore 17:30 | HSV Amburgo | 32 – 25 (18-12) referto | RK Metalurg Skopje | (3250 spett.) |

| San Pietroburgo 19 ottobre 2011, ore 19:00 | San Pietroburgo HC | 27 – 25 (14-10) referto | HCM Constanza | (800 spett.) |

| Płock 20 ottobre 2011, ore 19:00 | RK Metalurg Skopje | 31 – 27 (17-10) referto | Wisła Płock | (5500 spett.) |

| Capodistria 23 ottobre 2011, ore 19:00 | RK Koper | 23 – 24 (10-17) referto | HSV Amburgo | (2700 spett.) |

| San Pietroburgo 16 novembre 2011, ore 20:00 | San Pietroburgo HC | 26 – 35 (16-18) referto | RK Koper | (1000 spett.) |

| Płock 19 novembre 2011, ore 15:00 | Wisła Płock | 26 – 30 (13-14) referto | HSV Amburgo | (5000 spett.) |

| Skopje 19 novembre 2011, ore 20:00 | RK Metalurg Skopje | 25 – 18 (12-8) referto | HCM Constanza | (6700 spett.) |

| Buzău 24 novembre 2011, ore 20:00 | HCM Constanza | 20 – 19 (9-12) referto | RK Metalurg Skopje | (1200 spett.) |

| Capodistria 26 novembre 2011, ore 17:00 | RK Koper | 30 – 23 (13-10) referto | San Pietroburgo HC | (1500 spett.) |

| Amburgo 27 novembre 2011, ore 15:30 | HSV Amburgo | 34 – 25 (14-10) referto | Wisła Płock | (3250 spett.) |

| Amburgo 1º dicembre 2011, ore 19:00 | HSV Amburgo | 36 – 25 (20-11) referto | HCM Constanza | (1950 spett.) |

| Płock 3 dicembre 2011, ore 15:00 | Wisła Płock | 25 – 25 (16-7) referto | RK Koper | (3500 spett.) |

| Skopje 3 dicembre 2011, ore 18:00 | RK Metalurg Skopje | 32 – 19 (16-12) referto | San Pietroburgo HC | (7000 spett.) |

| Buzău 9 febbraio 2012, ore 20:00 | HCM Constanza | 19 – 34 (12-15) referto | Wisła Płock | (1200 spett.) |

| Capodistria 11 febbraio 2012, ore 18:00 | RK Koper | 22 – 22 (11-11) referto | RK Metalurg Skopje | (2000 spett.) |

| San Pietroburgo 12 febbraio 2012, ore 16:00 | San Pietroburgo HC | 25 – 36 (13-17) referto | HSV Amburgo | (1500 spett.) |

| Amburgo 16 febbraio 2012, ore 19:00 | HSV Amburgo | 27 – 27 (15-14) referto | RK Koper | (3200 spett.) |

| Buzău 16 febbraio 2012, ore 20:00 | HCM Costanza | 24 – 26 (9-12) referto | San Pietroburgo HC | (600 spett.) |

| Płock 19 febbraio 2012, ore 17:30 | Wisła Płock | 20 – 24 (11-11) referto | RK Metalurg Skopje | (4100 spett.) |

| Capodistria 25 febbraio 2012, ore 20:00 | RK Koper | 28 – 24 (9-14) referto | HCM Constanza | (1500 spett.) |

| San Pietroburgo 26 febbraio 2012, ore 15:00 | San Pietroburgo HC | 24 – 32 (12-16) referto | Wisła Płock | (700 spett.) |

| Skopje 26 febbraio 2012, ore 18:30 | RK Metalurg Skopje | 23 – 25 (14-12) referto | HSV Amburgo | (6950 spett.) |

### Girone D
| Vrsac 1º ottobre 2011, ore 17:00 | RK Partizan | 25 – 31 (12-16) referto | AG Copenaghen | (500 spett.) |

| Montpellier 2 ottobre 2011, ore 17:00 | Montpellier Handball | 38 – 34 (19-18) referto | CB Ademar León | (6500 spett.) |

| Seghedino 2 ottobre 2011, ore 19:00 | SC Pick Szeged | 26 – 38 (14-16) referto | THW Kiel | (3500 spett.) |

| León 8 ottobre 2011, ore 18:00 | CB Ademar León | 33 – 28 (20-12) referto | RK Partizan | (3000 spett.) |

| Brøndby 9 ottobre 2011, ore 16:50 | AG Copenaghen | 36 – 24 (18-11) referto | SC Pick Szeged | (5500 spett.) |

| Kiel 9 ottobre 2011, ore 19:00 | THW Kiel | 23 – 24 (14-10) referto | Montpellier Handball | (10000 spett.) |

| Seghedino 15 ottobre 2011, ore 16:15 | SC Pick Szeged | 31 – 35 (16-16) referto | CB Ademar León | (2000 spett.) |

| Montpellier 16 ottobre 2011, ore 17:00 | Montpellier Handball | 36 – 27 (22-14) referto | RK Partizan | (7000 spett.) |

| León 22 ottobre 2011, ore 17:00 | CB Ademar León | 28 – 28 (12-15) referto | THW Kiel | (5200 spett.) |

| Brøndby 23 ottobre 2011, ore 16:50 | AG Copenaghen | 31 – 29 (21-12) referto | Montpellier Handball | (5600 spett.) |

| Vrsac 23 ottobre 2011, ore 19:00 | RK Partizan | 23 – 29 (13-16) referto | SC Pick Szeged | (1100 spett.) |

| Seghedino 19 novembre 2011, ore 16:15 | SC Pick Szeged | 38 – 35 (18-17) referto | Montpellier Handball | (3500 spett.) |

| León 19 novembre 2011, ore 19:00 | CB Ademar León | 28 – 26 (14-12) referto | AG Copenaghen | (5000 spett.) |

| Kiel 20 novembre 2011, ore 17:00 | THW Kiel | 36 – 28 (17-18) referto | RK Partizan | (8000 spett.) |

| Belgrado 23 novembre 2011, ore 19:00 | RK Partizan | 24 – 35 (10-19) referto | THW Kiel | (2700 spett.) |

| Brøndby 27 novembre 2011, ore 16:50 | AG Copenaghen | 30 – 29 (15-16) referto | CB Ademar León | (5600 spett.) |

| Seghedino 4 dicembre 2011, ore 15:00 | SC Pick Szeged | 31 – 34 (17-19) referto | AG Copenaghen | (3500 spett.) |

| Montpellier 4 dicembre 2011, ore 17:15 | Montpellier Handball | 31 – 34 (17-16) referto | THW Kiel | (8500 spett.) |

| Belgrado 4 dicembre 2011, ore 19:00 | RK Partizan | 24 – 27 (10-14) referto | CB Ademar León | (1000 spett.) |

| Kiel 18 dicembre 2011, ore 17:00 | THW Kiel | 28 – 26 (12-14) referto | AG Copenaghen | (10250 spett.) |

| Montpellier 18 dicembre 2011, ore 17:00 | Montpellier Handball | 29 – 26 (17-14) referto | SC Pick Szeged | (7500 spett.) |

| Kiel 9 febbraio 2012, ore 19:00 | THW Kiel | 34 – 24 (18-12) referto | SC Pick Szeged | (10000 spett.) |

| Brøndby 12 febbraio 2012, ore 16:50 | AG Copenaghen | 29 – 23 (18-11) referto | RK Partizan | (5600 spett.) |

| León 12 febbraio 2012, ore 18:30 | CB Ademar León | 29 – 28 (13-13) referto | Montpellier Handball | (5200 spett.) |

| Seghedino 18 febbraio 2012, ore 16:15 | SC Pick Szeged | 31 – 21 (13-10) referto | RK Partizan | (2500 spett.) |

| Montpellier 19 febbraio 2012, ore 17:00 | Montpellier Handball | 27 – 31 (14-17) referto | AG Copenaghen | (8000 spett.) |

| Kiel 19 febbraio 2012, ore 18:45 | THW Kiel | 38 – 28 (19-13) referto | CB Ademar León | (10000 spett.) |

| Brøndby 26 febbraio 2012, ore 16:50 | AG Copenaghen | 24 – 24 (11-11) referto | THW Kiel | (5600 spett.) |

| León 26 febbraio 2012, ore 18:00 | CB Ademar León | 31 – 25 (17-10) referto | SC Pick Szeged | (3500 spett.) |

| Belgrado 26 febbraio 2012, ore 19:00 | RK Partizan | 20 – 30 (7-16) referto | Montpellier Handball | (1000 spett.) |

## Fase a eliminazione diretta

### Ottavi di finale
| Squadra 1             | Squadra 2          | Andata                               | Ritorno                              | Totale  |
| --------------------- | ------------------ | ------------------------------------ | ------------------------------------ | ------- |
| Füchse Berlino        | HSV Amburgo        | Berlino, 18 marzo 2012 ore 16:00     | Amburgo, 25 marzo 2012 ore 17:15     | 56 - 53 |
| Füchse Berlino        | HSV Amburgo        | 32 - 30 (15-15)                      | 24 - 23 (10-11)                      | 56 - 53 |
| Füchse Berlino        | HSV Amburgo        | 8900 spett. - Report                 | 7800 spett. - Report                 | 56 - 53 |
| Montpellier Handball  | FC Barcellona      | Montpellier, 18 marzo 2012 ore 17:00 | Barcellona, 25 marzo 2012 ore 17:00  | 50 - 64 |
| Montpellier Handball  | FC Barcellona      | 30 - 28 (17-11)                      | 20 - 36 (8-17)                       | 50 - 64 |
| Montpellier Handball  | FC Barcellona      | 3000 spett. - Report                 | 6700 spett. - Report                 | 50 - 64 |
| Wisła Płock           | THW Kiel           | Płock, 14 marzo 2012 ore 20:00       | Kiel, 18 marzo 2012 ore 17:30        | 48 - 63 |
| Wisła Płock           | THW Kiel           | 24 - 36 (12-14)                      | 24 - 27 (10-15)                      | 48 - 63 |
| Wisła Płock           | THW Kiel           | 5100 spett. - Report                 | 9050 spett. - Report                 | 48 - 63 |
| Kadetten Schaffhausen | BM Atletico Madrid | Sciaffusa, 15 marzo 2012 ore 19:30   | Madrid, 25 marzo 2012 ore 15:45      | 57 - 62 |
| Kadetten Schaffhausen | BM Atletico Madrid | 27 - 36 (11-15)                      | 30 - 26 (14-14)                      | 57 - 62 |
| Kadetten Schaffhausen | BM Atletico Madrid | 3400 spett. - Report                 | 4200 spett. - Report                 | 57 - 62 |
| CB Ademar León        | KC Veszprém        | León, 17 marzo 2012 ore 17:00        | Veszprém, 25 marzo 2012 ore 18:00    | 56 - 55 |
| CB Ademar León        | KC Veszprém        | 31 - 28 (19-19)                      | 25 - 27 (12-16)                      | 56 - 55 |
| CB Ademar León        | KC Veszprém        | 4600 spett. - Report                 | 5000 spett. - Report                 | 56 - 55 |
| KS Kielce             | RK Koper           | Kielce, 18 marzo 2012 ore 20:30      | Capodistria, 24 marzo 2012 ore 18:00 | 50 - 51 |
| KS Kielce             | RK Koper           | 27 - 26 (13-12)                      | 23 - 25 (13-12)                      | 50 - 51 |
| KS Kielce             | RK Koper           | 4000 spett. - Report                 | 3000 spett. - Report                 | 50 - 51 |
| RK Metalurg Skopje    | RK Zagabria        | Skopje, 18 marzo 2012 ore 17:00      | Zagabria, 24 marzo 2012 ore 20:15    | 40 - 44 |
| RK Metalurg Skopje    | RK Zagabria        | 19 - 18 (7-9)                        | 21 - 26 (10-12)                      | 40 - 44 |
| RK Metalurg Skopje    | RK Zagabria        | 7000 spett. - Report                 | 8500 spett. - Report                 | 40 - 44 |
| IK Sävehof            | AG Copenaghen      | Göteborg, 18 marzo 2012 ore 16:30    | Brøndby, 24 marzo 2012 ore 20:00     | 49 - 60 |
| IK Sävehof            | AG Copenaghen      | 25 - 34 (9-19)                       | 24 - 26 (12-14)                      | 49 - 60 |
| IK Sävehof            | AG Copenaghen      | 4200 spett. - Report                 | 5600 spett. - Report                 | 49 - 60 |

### Quarti di finale
| Squadra 1      | Squadra 2          | Andata                                | Ritorno                              | Totale  |
| -------------- | ------------------ | ------------------------------------- | ------------------------------------ | ------- |
| AG Copenaghen  | FC Barcellona      | Copenaghen, 20 aprile 2012 ore 20:10  | Barcellona, 28 aprile 2012 ore 20:00 | 62 - 59 |
| AG Copenaghen  | FC Barcellona      | 29 - 23 (16-11)                       | 33 - 36 (17-17)                      | 62 - 59 |
| AG Copenaghen  | FC Barcellona      | 21300 spett. - Report                 | 5300 spett. - Report                 | 62 - 59 |
| CB Ademar León | Füchse Berlino     | León, 21 aprile 2012 ore 17:30        | Berlino, 29 aprile 2012 ore 16:00    | 52 - 52 |
| CB Ademar León | Füchse Berlino     | 34 - 23 (15-9)                        | 18 - 29 (6-13)                       | 52 - 52 |
| CB Ademar León | Füchse Berlino     | 6000 spett. - Report                  | 8900 spett. - Report                 | 52 - 52 |
| RK Koper       | BM Atletico Madrid | Capodistria, 21 aprile 2012 ore 18.00 | Madrid, 28 aprile 2012 ore 20:15     | 50 - 54 |
| RK Koper       | BM Atletico Madrid | 26 - 23 (13-12)                       | 24 - 31 (13-14)                      | 50 - 54 |
| RK Koper       | BM Atletico Madrid | 3000 spett. - Report                  | 10500 spett. - Report                | 50 - 54 |
| RK Zagabria    | THW Kiel           | Zagabria, 21 aprile 2012 ore 19.15    | Kiel, 29 aprile 2012 ore 17:30       | 58 - 64 |
| RK Zagabria    | THW Kiel           | 31 - 31 (15-12)                       | 27 - 33 (16-16)                      | 58 - 64 |
| RK Zagabria    | THW Kiel           | 13000 spett. - Report                 | 10000 spett. - Report                | 58 - 64 |

## Final four
Le final four si sono disputate il 26 e 27 maggio 2012 presso la Lanxess Arena di Colonia.

### Semifinali
| Squadra 1          | Squadra 2     | Risultato                         |
| ------------------ | ------------- | --------------------------------- |
| Füchse Berlino     | THW Kiel      | Colonia, 26 maggio 2012 ore 15:15 |
| Füchse Berlino     | THW Kiel      | 24 - 25 (12-15)                   |
| Füchse Berlino     | THW Kiel      | 20000 spett. - Report             |
| BM Atletico Madrid | AG Copenaghen | Colonia, 26 maggio 2012 ore 18:00 |
| BM Atletico Madrid | AG Copenaghen | 25 - 23 (12-15)                   |
| BM Atletico Madrid | AG Copenaghen | 20000 spett. - Report             |

### Finale 3º posto
| Squadra 1      | Squadra 2     | Risultato                         |
| -------------- | ------------- | --------------------------------- |
| Füchse Berlino | AG Copenaghen | Colonia, 27 maggio 2012 ore 15:15 |
| Füchse Berlino | AG Copenaghen | 21 - 26 (9-13)                    |
| Füchse Berlino | AG Copenaghen | 20000 spett. - Report             |

### Finale 1º posto
| Squadra 1 | Squadra 2          | Risultato                         |
| --------- | ------------------ | --------------------------------- |
| THW Kiel  | BM Atletico Madrid | Colonia, 27 maggio 2012 ore 18.00 |
| THW Kiel  | BM Atletico Madrid | 26 - 21 (13-10)                   |
| THW Kiel  | BM Atletico Madrid | 20000 spett. - Report             |

## Campioni
| Vincitore della Champions League 2011-2012 |
| ------------------------------------------ |
| THW Kiel 3º titolo                         |

## Top 3 scorers
Di seguito viene riportata la classifica dei primi 3 miglior realizzatori del torneo.
| Pos. | Nazione                       | Nome          | Club               | Reti |
| ---- | ----------------------------- | ------------- | ------------------ | ---- |
| 1    | Danimarca (bandiera)          | Mikkel Hansen | AG Copenaghen      | 98   |
| 2    | Macedonia del Nord (bandiera) | Kiril Lazarov | BM Atletico Madrid | 97   |
| 3    | Croazia (bandiera)            | Zlatko Horvat | RK Zagabria        | 94   |

### Fonti
- Archivio della Champions League 2011-2012 sul sito Todor66.com, su todor66.com.
- Archivio della Champions League 2011-2012 sul sito it.scoresway.com, su it.scoresway.com. URL consultato l'8 novembre 2012 (archiviato dall'url originale l'8 dicembre 2013).